# Емайн-Маха

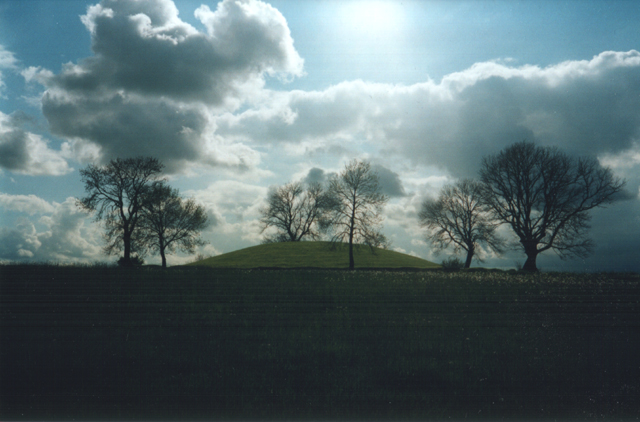
Пагорби над руїнами давнього міста Емайн Маха. Сучасний вигляд.

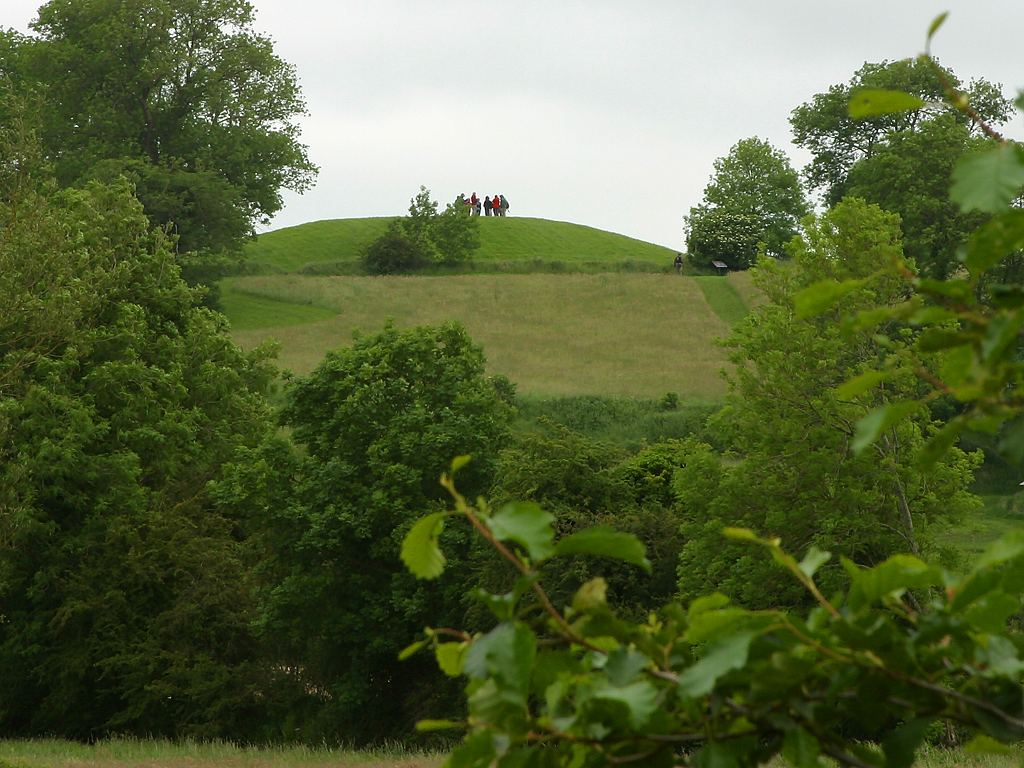
Пагорби над руїнами давнього міста Емайн Маха. Сучасний вигляд.

Ема́йн Ма́ха (англ. Navan Fort, давньоірл. Eṁaın Ṁacha — [ˈeṽənʲ ˈṽaxə], ірл. Eamhain Mhacha — [ˈaw̃nʲ ˈw̃axə]) — столиця королівства Улад, столиця групи давніх ірландських племен (туата) — уладів (на півночі Ірландії). Іноді місто називали Маха Списів. Розташовувалась поруч сучасного міста Арма на вершині пагорба. Збереглися сліди фортеці: їх діаметр понад 300 м. Згідно ірландських історичних переказів та легенд, була заснована у 450 році до нової ери Кімбаетом, а зруйнована військом верховного короля Ірландії Муйредаха Тіреха (що правив з Тари) у 332 році. Військо очолювали брати Колла, зокрема Колла Вайс.
Згідно з легендами так званого «уладського циклу» в місті був палац короля, який будували 30 майстрів протягом року. Будівництво палацу приписують королю Конхобару. Палац короля ще називали Еахрайс Улад — Дім Зібрань Уладів. Король Уладу мав оточення з 365 вірних йому людей. У місті був Дім Черленої Гілки (як частина королівського палацу), де зберігалися трофеї, які здобуло військо Уладу. Існував військовий орден Дому Черленої Гілки — воїни цього ордену «здійснювали помсту за образи Уладу». Ще був Сяючий Дім, де зберігався королівський арсенал. Таким чином, королівський палац складався з трьох Домів — Королівського Дому, Сяючого Дому та Дому Черленої Гілки. Крім воїнів, в оточенні короля були поети (філіди), барди, вістуни, музики, волинщики, паяци.

## Легенди про заснування міста
Є численні легенди про виникнення назви «Емайн Маха». Згідно з однією легендою — «Хвороба уладів», Крунху, син Ангомана, зустрів ші (жінку з потойбічного світу), і став жити з нею у своєму домі; він і до того був багатий, але після того його багатство стало казковим. Якось, коли ця жінка була вже вагітна, відбувалось Свято Тари. Крунху піщов на це свято, пообіцявши дружині нікому не розказувати про неї. Але на святі він похвалився, що його дружина бігає швидше королівських коней. Король наказав жінці змагатися з конями. Жінка просила надати їй відтермінування і провести змагання пізніше, обіцяючи помститися за погане ставлення до неї. Відтермінування їй не дали. Тоді вона сказала що вона Маха (богиня з кельтського пантеону — трьохлика богиня війни) і побігла. Вона бігла швидше королівських коней, але впала і з криком народила двох близнят — хлопчика і дівчинку. І тут всі чоловіки Уладу, які чули її крик відчули слабкість у тілі. Маха оголосила, що віднині всі чоловіки Уладу будуть час від часу — один раз на рік відчувати слабкість у тілі, яка буде тривати 5 днів, і тоді королівство Улад буде беззахисним перед ворогами. І тривати це буде дев'ять поколінь. На хворобу цю страждали всі дорослі чоловіки Уладу — саме по цій причині Кухулін мусив наодинці битися з усім військом Айліля та королеви Медб (королевою королівство Коннахт).
Згідно іншої легенди, назва Емайн Маха пішла від імені королеви Ірландії та її брошки — (ірл. — eó-muin Macha) — брошка Махи. Та, отримавши владу, накреслила кордони своїх володінь брошкою.